# Convoi HX 51
Le convoi HX 51 est un convoi passant dans l'Atlantique nord, pendant la Seconde Guerre mondiale. Il part de Halifax au Canada le 17 juin 1940 pour le port de Liverpool le 2 juillet 1940.

## Composition du convoi
Ce convoi est constitué de 35 cargos :
- Royaume-Uni : 22 cargos
- Norvège : 5 cargos
- Belgique : 2 cargos
- Grèce : 2 cargos
- Panama : 2 cargos
- Estonie : 1 cargo
- Suède : 1 cargo

## L'escorte
Ce convoi est escorté par :
- HMCS Acadia - 17/06/40 au 18/06/40
- HMCS French - 17/06/40 au 18/06/40
- le Croiseur auxiliaire HMS Jervis Bay - 17/06/40 au 28/06/40
- le sloop HMS Sandwich (L12) - 29/06/40 au 02/07/40
- le destroyer HMS Versatile (D32) - 29/06/40 au 01/07/40
- le destroyer HMS Vivacious (D36) - 29/06/40 au 01/07/40

## Le voyage
Le cargo Tahchee rejoint le convoi HX 51 à partir des Bermudes à la mi-juin. Peu de temps après, avec la chute de la France, tous les navires à destination de la France (Tahchee et 5 autres pétroliers President Sergent, Vendémiaire, Taron, Havsten, et Merope) ont tous été renvoyés aux Bermudes où ils sont restés pendant qu'une décision était prise concernant leur avenir. Dans le cas du Tahchee (cargaison de la marine française sous pavillon britannique appartenant à des Américains), la décision a été de la renvoyer à Curaçao et de décharger la cargaison.
Les cargos Miquel de Larrinaga et Southern Princess ont joint le convoi en route, le 29 juin.
Le convoi arrive sans problème.